# Paracanthanchus longus
Paracanthanchus longus är en rundmaskart. Paracanthanchus longus ingår i släktet Paracanthonchus, och familjen Cyatholaimidae. Arten är reproducerande i Sverige.